# Comitê Olímpico Búlgaro
O Comitê Olímpico da Bulgária ou Comitê Olímpico Búlgaro (em búlgaro:  Български олимпийски комитет, abreviado como БОК, COB) é uma organização sem fins lucrativos que representa a Bulgária nos eventos e assuntos relacionados ao Movimento Olímpico. Foi formado em 30 de março de 1923 (mesmo com o país disputando Jogos Olímpicos desde 1896)) e esteve licenciado entre 1944 e 1952, embora continuasse a representar o país.

## Presidentes do COB
Lista de presidentes do COB:
- Eftim Kitanchev (1923-1925)
- Dimitar Stanchov (1925-1929)
- Velizar Lozanov (1929-1941)
- Rashko Atanasov (1941-1944)
- Vladimir Stoychev (1952-1982)
- Ivan Slavkov (1982-2005)
- Stefka Kostadinova (2005-)